# Simon Vestdijk
Simon Vestdijk (Harlingen, 17 d'octubre de 1898 - Utrecht, 23 de març de 1971) fou un escriptor, poeta, assagista, traductor, crític musical i metge neerlandès. La seva obra polfacètica és molt diversa de gènere, temàtica i estil.

## Biografia
Era el fill del també Simon Vestdijk, professor de gimnàstica a HBS (liceu modern) a Harlingen, i d'Anne Mulder. Vestdijk va descriure la seva joventut i anys d'estudiant a la HBS –tres anys a Harlingen, tres anys a Leeuwarden– en vuit volums de la novel·la del cicle autobiogràfic Anton Wachter.
Vestdijk va estudiar medicina a Amsterdam, però després d'uns anys com a metge a la marina mercant es va dedicar únicament a la seva carrera d'escriptor i va esdevenir un dels escriptors més importants del segle xx dels Països Baixos. El seu debut autobiogràfic Kind tussen vier vrouwen (Nen entre quatre dones), en la tradició d'A la recerca del temps perdut de Proust va ser refusat per dues editorials i no va ser publicat abans del 1972.
La seva obra s'ha traduït a les principals llengües d'Europa occidental. El 1950 se li va concedir el Premi P.C. Hooft, la distinció literària més prestigiosa de l'àmbit lingüístic neerlandès, creat en honor del dramaturg i historiador Pieter Corneliszoon Hooft (1581-1647). El Premi Constantijn-Huygens el 1955 i el Premi de les Lletres neerlandeses el 1971. Segons el jurat «Els assajos de Vestdijk contenen reflexions profundes sobre l'art, arts visuals i, fins i tot música, i sobretot sobre la literatura, tant poesia com prosa, sobre filosofia, psicologia i estètica. […] Però li deu la seva major fama a les seves novel·les, entre d'altres Terug tot Ina Damman, Ivoren Wachters i De Vuuraanbidders.»

## Obres

### Novel·les
- 1933-1972 Kind tussen vier vrouwen
- 1934-1936 Meneer Visser's hellevaart
- 1934-1934 Terug tot Ina Damman
- 1934-1935-1935 Else Böhler, Duits dienstmeisje
- 1936-1937 Het vijfde zegel
- 1937-1938 De nadagen van Pilatus
- 1937-1939 Sint Sebastiaan
- 1933/1937-1948 Surrogaten voor Murk Tuinstra
- 1939-1941 Aktaion onder de sterren
- 1939-1940 Rumeiland
- 1940-1940 De zwarte ruiter
- 1933/1941-1949 De andere school
- 1942-1989 De aeolusharp
- 1942-1946 Ierse nachten
- 1944-1951 Ivoren wachters
- 1944-1947 De vuuraanbidders
- 1945-1948 Pastorale 1943
- 1945-1947 Puriteinen en piraten
- 1946-1948 De redding van Fré Bolderhey
- 1947-1949 Bevrijdingsfeest
- 1940/1948-1949 De kellner en de levenden
- 1949-1950 De koperen tuin
- 1950-1951 De vijf roeiers
- 1950-1951-1951 De dokter en het lichte meisje
- 1951-1952 De verminkte Apollo
- 1952-1952 Op afbetaling
- 1952-1953 De schandalen
- 1956-1956 Het glinsterend pantser
- 1956-1957 De beker van de min
- 1957-1957 Open boek
- 1957-1958 De vrije vogel en zijn kooien
- 1957-1958 De arme Heinrich
- 1958-1959 De rimpels van Esther Ornstein
- 1958-1959 De ziener
- 1958-1960 De laatste kans
- 1959-1961 De filosoof en de sluipmoordenaar
- 1959-1960 Een moderne Antonius
- 1960-1962 De held van Temesa
- 1960-1961 Een alpenroman
- 1962-1963-1963 Bericht uit het hiernamaals
- 1963-1964 Het genadeschot
- 1963-1965 Juffrouw Lot
- 1964-1965 Zo de oude zongen...
- 1964-1966 De onmogelijke moord
- 1965-1966 Het spook en de schaduw
- 1965-1967 Een huisbewaarder
- 1966-1967 De leeuw en zijn huid
- 1966-1968 De filmheld en het gidsmeisje
- 1967-1968 De hôtelier doet niet meer mee
- 1967-1968 Het schandaal der blauwbaarden
- 1968-1969 Vijf vadem diep
- 1968-1969 Het verboden bacchanaal
- 1969-1970 Het proces van Meester Eckhardt
- 1969-1973 De persconferentie

### Poesia
- 1938 Fabels met kleurkrijt
- 1946 Mnemosyne in de bergen
- 1948 Thanatos aan banden